# Adolfo Leoni
Pour les articles homonymes, voir Leoni.
Adolfo Leoni (né le 13 janvier 1917 à Gualdo Tadino, dans la province de Pérouse, en Ombrie et mort le 19 octobre 1970 à Massa) est un coureur cycliste italien.

## Biographie
Amateur, Adolfo Leoni remporte en 1936 le Grand Prix d'Europe et en 1937, le championnat du monde sur route.
Il passe professionnel en 1938 et le reste jusqu'en 1952. Il remporte, au cours de sa carrière, 69 victoires, parmi lesquelles une étape du Tour de France, un titre de champion d'Italie et un Milan-San Remo. Surtout, il compte à son palmarès 17 étapes du Tour d'Italie. Lors de l'édition 1949, il termine quatrième du classement général, après avoir porté le maillot rose pendant sept jours.

## Palmarès

### Palmarès amateur
- 1936
  - Giro della Sabina
- 1937
  -  Champion du monde sur route amateurs

### Palmarès professionnel
- 1938
  - Coupe des 2 Mers
  - 6e étape du Tour d'Italie
  - 8e étape du Giro dei Tre Mari
  - 2e étape du Tour de Campanie
  - 3e de la Coppa Bernocchi
- 1939
  - Coppa Bernocchi
  - Tour de Vénétie
  - Milan-Mantoue
  - Trofeo Moschini
  - 7e étape du Tour d'Italie
  - 2e du Tour de Lombardie
  - 3e de Milan-Modène
  - 3e des Trois vallées varésines
- 1940
  - Milan-Mantoue
  - Grand Prix Leptis Magna :
    - Classement général
    - 1re étape

  - 4e, 5e, 12e et 20e étapes du Tour d'Italie
  - 3e de la Coppa Bernocchi
  - 4e du Tour de Lombardie
- 1941
  -  Champion d'Italie sur route
- 1942
  - Milan-San Remo
  - Tour d'Émilie
- 1945
  - Trois vallées varésines
  - Grand Prix de Gallarello
  - Gran Premio Apertura
  - Gran Premio Orte Natella
  - Coupe Gelsomini
  - 2e du championnat d'Italie de poursuite
  - 3e du Tour des 4 provinces à étapes :
  - 3e du Circuit des quatre provinces italiennes
  - 4e du Tour de Lombardie
- 1946
  - Tour d'Émilie
  - 3e étape du Tour d'Italie
  - 4e et 5e étapes de Monaco-Paris
  - 2e de Milan-Mantoue
  - 2e du Trophée Matteotti
  - 7e de Milan-San Remo
  - 8e du championnat du monde sur route
- 1947
  - Grand Prix de l'Europe
  - Circuito del Valentino
  - GP Morvat
  - 14e, 17e et 19e étapes du Tour d'Italie
  - 6e du Tour de Lombardie
- 1948
  - Sassari-Cagliari
  - 5e et 8e étapes du Tour d'Italie
  - 2e du Tour de Lombardie
  - 2e du Grand Prix de Suisse (contre-la-montre)
  - 8e de Paris-Roubaix
  - 8e de Paris-Tours
- 1949
  - Tour du Piémont
  - 7e, 9e et 13e étapes du Tour d'Italie
  - 3e du Tour de Vénétie
  - 4e du Tour d'Italie
- 1950
  - 2e étape du Tour de France
  - 11e étape du Tour d'Italie
- 1951
  - 14e étape du Tour d'Italie

## Résultats sur les grands tours

### Tour de France
1 participation
- 1950 : abandon de l'équipe d'Italie (12e étape), vainqueur de la 2e étape

### Tour d'Italie
9 participations
- 1938 : abandon (10e étape), vainqueur de la 6e étape
- 1939 : 22e, vainqueur de la 7e étape
- 1940 : 28e, vainqueur des 4e, 5e, 12e et 20e étapes
- 1946 : abandon, vainqueur de la 3e étape
- 1947 : 21e, vainqueur des 14e, 17e et 19e étapes
- 1948 : abandon, vainqueur des 5e et 8e étapes
- 1949 : 4e, vainqueur des 7e, 9e et 13e étapes,  maillot rose pendant 8 jours
- 1950 : abandon, vainqueur de la 11e étape
- 1951 : 62e, vainqueur de la 14e étape